# Croacia en los Juegos Olímpicos de Albertville 1992
Croacia estuvo representada en los Juegos Olímpicos de Albertville 1992 por un total de cuatro deportistas que compitieron en tres deportes.  
El portador de la bandera en la ceremonia de apertura fue el patinador artístico Tomislav Čižmešija. El equipo olímpico croata no obtuvo ninguna medalla en estos Juegos.